# Fraissinet-de-Fourques
Fraissinet-de-Fourques – miejscowość i gmina we Francji, w regionie Oksytania, w departamencie Lozère.
Według danych na rok 1990 gminę zamieszkiwały 62 osoby, a gęstość zaludnienia wynosiła 3 osoby/km² (wśród 1545 gmin Langwedocji-Roussillon Fraissinet-de-Fourques plasuje się na 839. miejscu pod względem liczby ludności, natomiast pod względem powierzchni na miejscu 364.).

## Populacja

Populacja Fraissinet-de-Fourques w latach 1962-2008